# رجیس تومی
رجیس تومی (انگلیسی: Regis Toomey؛ ۱۳ اوت ۱۸۹۸ – ۱۲ اکتبر ۱۹۹۱) یک هنرپیشه اهل ایالات متحده آمریکا بود.

## فیلم‌شناسی
از فیلم‌ها یا برنامه‌های تلویزیونی که وی در آن نقش داشته است می‌توان به خواب ابدی، به اصطبل بیا و دختر نوبت جمعه‌اش، منشی همه‌کاره او و سفر به قعر دریا اشاره کرد.